# Districtul Khanom
Khanom (în thailandeză ขนอม) este un district (Amphoe) din provincia Nakhon Si Thammarat, Thailanda, cu o populație de 27.572 de locuitori și o suprafață de 433,926 km².

## Componență
Districtul este subdivizat în 3 subdistricte (tambon), care sunt subdivizate în 34 de sate (muban).
| Nr. | Nume        | În thailandeză | Sate | Locuitori | OTOP               |
| --- | ----------- | -------------- | ---- | --------- | ------------------ |
| 1.  | Khanom      | ขนอม           | 14   | 12,557    | Shrimp chili paste |
| 2.  | Khuan Thong | ควนทอง         | 12   | 10,174    | Banana chips       |
| 3.  | Thong Nian  | ท้องเนียน        | 8    | 4,841     | Fish sauce         |

|| 
|}